# Bandeirantes (kommun i Brasilien, Mato Grosso do Sul)
Bandeirantes är en kommun i Brasilien.   Den ligger i delstaten Mato Grosso do Sul, i den södra delen av landet, 800 km sydväst om huvudstaden Brasília. Antalet invånare är 6 598.
Omgivningarna runt Bandeirantes är huvudsakligen savann. Runt Bandeirantes är det mycket glesbefolkat, med 2 invånare per kvadratkilometer.